# Lelkes Márk
Lelkes Márk (Budapest, 1972. március 7. –) képzőművész, Cserny-díjas szobrászművész, a Villa Negra Művészeti Egyesület elnöke.

## Élete
1992 és 1997 között a Magyar Képzőművészeti Egyetemen végezte tanulmányait, Farkas Ádám növendékeként. 1997-ben szobrász és rajz-vizuális nevelés szakon szerezte diplomáit. 1997 és 1998 között a MKE-n mesterkurzuson vett részt.
2001-ben megalapította a Zalaszentgróti Szimpóziumot, melyet azóta éves rendszerességgel megszervez és koordinál, valamint állandó résztvevője. 2004-ben megalapította a Villa Negra Művészeti Egyesületet, melynek azóta is az elnöke.
Közterületen látható alkotásai mellett számos díjat tervezett minisztériumoknak és önkormányzatoknak. Önálló alkotásait általában kőből készíti.

## Díjai
- 2012. Cserny-díj

## Kiállításai

### Egyéni kiállítások
- 1998 Budapest, Orosz Kulturális Központ
- 2000 Révfülöp, Tópart Galéria
- 2001 Debrecen, Mű-terem Galéria
- 2001 Biatorbágy, Faluház
- 2002 Csurgó, Városi Múzeum
- 2004 Budapest, Soroksár Galéria’13
- 2004 Budapest, Nemzeti Táncszínház
- 2007 Ráckeve, Keve Galéria
- 2010 Biatorbágy, Faluház Galéria – Mata Attila szobrászművésszel közösen

### Jelentősebb csoportos kiállítások
- 1994 Benczúr Klub, Budapest
- 1996 Nagyatád; Csurgó
- 1997 Marcali; Nagyatád
- 1998 Csurgó
- 1999, 2000 Zalaszentgrót
- 2001 Veresegyház
- 2001, 2003, 2004, 2005, 2006, 2007, 2008, 2009, 2010, 2011, 2013, 2014 Művésztelep záró kiállítás, Zalaszentgrót
- 2002 Tavaszi tárlat, Soroksár
- 2003 Művésztelep záró kiállítás, Keszthely
- 2005 Villa Negra Egyesület bemutatkozó kiállítása, Budapest
- 2006 Művésztelep záró és egyben v. Jubileumi kiállítás, Keszthely
- 2007 Soroksár Galéria’13, Budapest
- 2011 Villa Negra - Olof Palme-ház, Budapest
- 2012 Villa Negra és Pécsi barátai - Pécsi Galéria
- 2014 Villa Negra - Faluház, Biatorbágy
- 2014 Új Generáció - Galéria’13, Soroksár

## Köztéri alkotásai
- Plasztika - tölgy, Nagyatád (1996)
- Benedek Elek mellszobor - bronz, Budapest (1998)
- Lőrincz Ferenc mellszobor - bronz, Budapest (1999)
- Entz Ferenc dombormű és portré - bronz, pirogránit, Sümeg (2000)
- Török Flóris mellszobor - bronz, Budapest (2001)
- Petőfi Sándor - bronz, Budapest (2002)
- Gróf Széchenyi István mellszobor - bronz, Budapest (2003)
- Sárkányölő Szent György - kvarchomokkő, Szokolya (2003)
- Barátság - süttői mészkő, Zalaszentgrót (2005)
- Molnár Béla mellszobor - bronz, Etyek (2005)
- 1956-os emlékmű - süttői mészkő, alumínium, Zalaszentgrót (2006)
- Kölcsey Ferenc mellszobor - bronz, Budapest (2006)
- Turul - bronz, Etyek (2007)
- Karikó János mellszobor - bronz, Biatorbágy (2009)
- Szent-Györgyi Albert dombormű - bronz, Biatorbágy (2010)
- Gróf Széchenyi István mellszobor - bronz, Zalaszentgrót (2010)
- Meditáció - süttői mészkő, tardosi mészkő, Pécs (2011)
- Batthyány-kút - kő, bronz, Zalaszentgrót (2013)
- Szily Kálmán mellszobor - bronz, Biatorbágy (2013)
- Puccini mellszobor - bronz, Budapest, Magyar Állami Operaház (2013)
- Meditáció -süttői mészkő, tardosi mészkő, Feked (2014)
- Kitelepítési emlékmű -süttői mészkő, bronz, Biatorbágy (2014)
- Petőfi Sándor mellszobor - Biatorbágy (2015)